# هيرمان أوتومار هرتسوغ
هيرمان أوتومار هرتسوغ (بالإنجليزية: Hermann Ottomar Herzog)‏ (15 نوفمبر 1831 - 6 فبراير 1932) هو فنان أوروبي وأمريكي كان بارزًا في القرن التاسع عشر وأوائل القرن العشرين، اشتهر في المقام الأول بمناظره الطبيعية. وهو مرتبط بمدرسة دوسلدورف للرسم. كان يوقع دائمًا على عمله «هـ. هرتسوغ» (بالإنجليزية: H. Herzog)‏؛ نتيجة لذلك، تمت تهجئة اسمه الأول «هيرمان» (بالإنجليزية: Herman)‏ و «هيرمان» (بالإنجليزية: Hermann)‏ في مصادر مختلفة.